# Lista de arcebispos de Santiago de Compostela

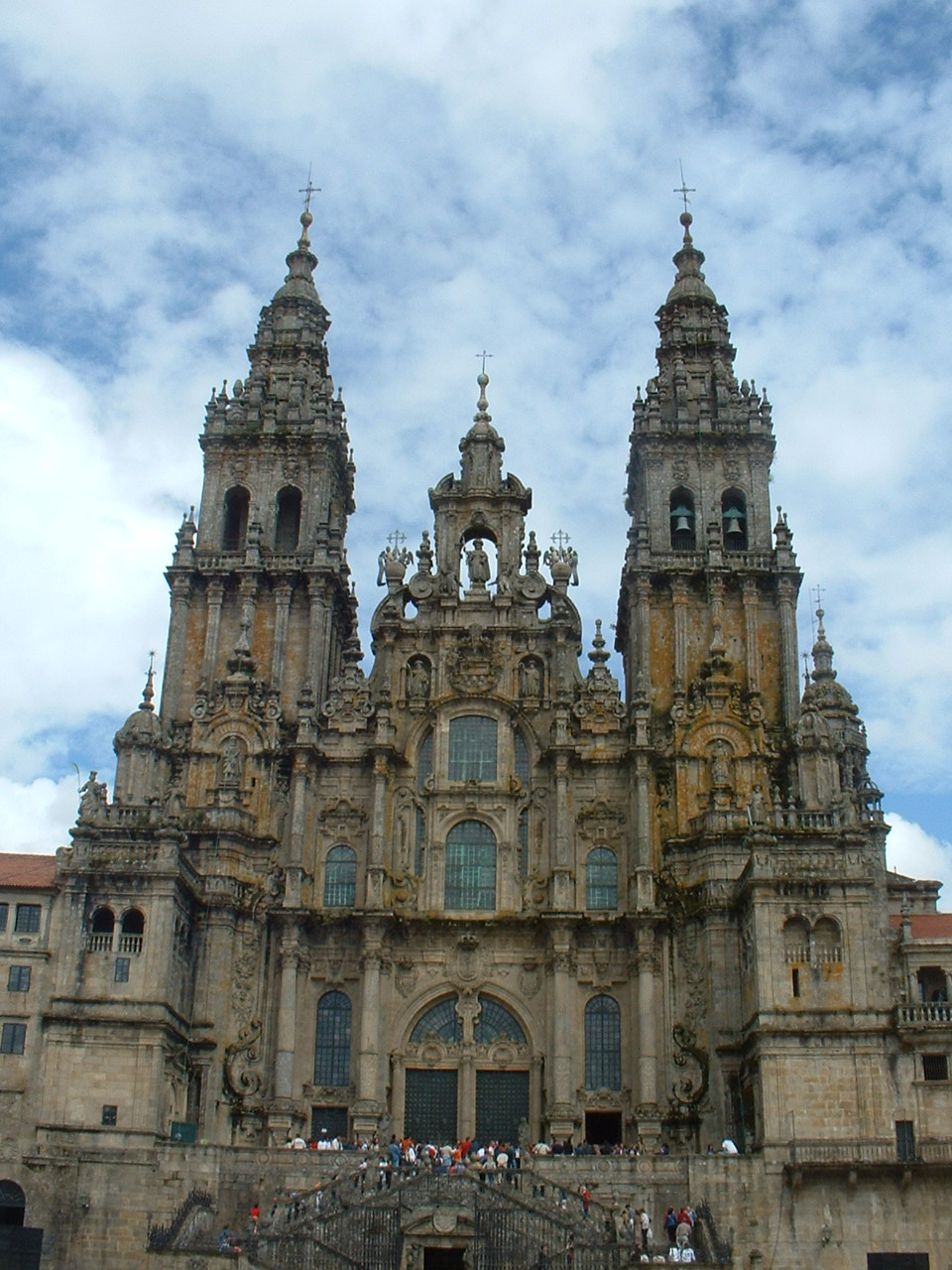
Catedral de Santiago de Compostela.

Esta é uma lista dos arcebispos metropolitanos de Santiago de Compostela.
No início, os bispos de Compostela-Iria, após a mudança do Bispado de Iria Flavia para o de Compostela, foram os seguintes: 
- Diego Páez (1075-1088)
- Dalmácio (1094-1096)

Depois, Diego Gelmírez, antes bispo de Santiago, foi o que conseguiu a dignidade arquiepiscospal para a sede compostelar e é o primeiro arcebispo.

## Arcebispos
1. Diego Gelmírez (1120-1140).
2. Pedro Helías (1143-1149)..
3. Bernardo I (1151-1152).
4. Paio Camundo (1153-1167).
5. Martín Martínez (1156-1167).
6. Pedro Gundestéiz (1168-1173).
7. Pedro Suárez de Deza (1173-1206).
8. Pedro Muniz (1207-1224).
9. Bernardo II (1224-1237).
10. Juan Arias (1238-1266).
11. Egas Fafes, antes Bispo de Coimbra, promovido a Santiago em 1267, faleceu em Montpellier, sem tomar posse.
12. Gonzalo Gómez (1273-1281?).
13. Rodrigo González (1286-1304).
14. Rodrigo de Padrón (1307?–1316).
15. Berenguel de Landoira (1317-1330).
16. Juan II (Juan Fernández de Lima) (1331-1338).
17. Martín Fernández (1339-1343).
18. Pedro V (1344-1351).
19. Gómez Manrique (1351-1362).
20. Suero Gómez de Toledo (1362-1366).
21. Alonso Sánchez de Moscoso (1367-1367).
22. Rodrigo de Moscoso (1368-1382)
23. Juan III (Juan García Manrique) (1383-1388).
24. Lope de Mendoza (1399-1445).
25. Álvaro Núnez de Isorna (1445-1449).
26. Rodrigo de Luna (1451-1460).
27. Alonso I de Fonseca  (1460-1464).
28. Alonso II de Fonseca (1464-1506).
29. Alonso III de Fonseca  (1506-1524).
30. Juan Pardo de Tavera (1524-1534). Cardeal da Igreja Romana.
31. Pedro Gómez Sarmiento de Villandrando (1534-1541). Cardeal da Igreja Romana.
32. Gaspar de Ávalos da Cueva (1542-1545). Cardeal da Igreja Romana.
33. Pedro Manuel (1546-1550).
34. Juan IV (Juan Alvarez de Toledo) (1550-1557). Cardeal da Igreja Romana.
35. Frei Alfonso de Castro, O.F.M. (1558), morto antes de tomar posse.
36. Gaspar de Zúñiga y Avellaneda (1559-1569).
37. Cristóbal Fernández de Valtodano (1570-1572).
38. Francisco Blanco Salcedo (1574-1581).
39. Juan de Yermo y Hermosa (1582-1583).
40. Alonso Velázquez (1583-1587).
41. Juan V (Juan de Sanclemente Torquemada) (1587-1602).
42. Maximiliano de Áustria (1603-1614).
43. Juan VI (Juan Beltrán de Guevara) (1615-1622).
44. Luis Fernández de Córdoba (1622-1624).
45. Agustín Antolínez, O.S.A. (1624-1626).
46. José González Villalobos, O.P. (1627-1630).
47. Agustín Spínola (1630-1645). Cardeal da Igreja Romana.
48. Fernando de Andrade e Sotomayor (1645-1655).
49. Pedro Carrillo y Acuña (1665-1667).
50. Ambrosio Ignacio Spínola y Guzmán (1668-1669).
51. Andrés Girón (1670-1681).
52. Francisco Seijas y Losada (1681-1684).
53. Antonio Monroy, O.P. (1685-1715).
54. Luis Salcedo y Azcona (1716-1722).
55. Miguel Herrero y Esgueva (1723-1727).
56. José de Yermo y Santibánez (1728-1737).
57. Manuel Isidro Orozco (1738-1745).
58. Cayetano Gil Taboada (1745-1751).
59. Bartolomé de Raxoi (1751-1772)
60. Francisco Alejandro Bocanegra (1773-1782).
61. Sebastián Malvar y Pinto, OFM (1783-1795).
62. Felipe Antonio Fernández Vallejo (1797-1800).
63. Rafael de Múzquiz y Aldunate (1801-1821).
64. Juan García Benito, Bispo de Tui e eleito de Santiago, renunciou sem chegar a tomar posse.
65. Simón Antonio de Rentería y Reyes. (1824)
66. Frei Rafael de Vélez, O.F.M. Cap. (Nascido Manuel Anguita Téllez) (1825-1850).
67. Miguel García Cuesta (1851-1873). Cardeal da Igreja Romana.
68. Miguel Payá y Rico (1875-1886). Cardeal da Igreja Romana.
69. Victoriano Guisasola Rodríguez (1886-1888).
70. José Martín de Herrera y de la Iglesia (1889-1922). Cardeal da Igreja Romana.
71. Manuel Lago González (1924-1925).
72. Julián de Diego García de Alcolea (1925-1927).
73. Zacarías Martínez Núñez, O.S.A. (1928-1933).
74. Tomás Muniz Pablos (1935-1948)
75. Fernando Quiroga Palacios (1949-1971). Cardeal da Igreja Romana
76. Carmelo Ballester Nieto (1971-73). Bispo de Vitoria e elevado a arcebispo de Santiago, faleceu antes de tomar posse.
77. Ángel Suquía Goicoechea (1973-1983).
78. Antonio María Rouco Varela (1984-1994)
79. Julián Barrio Barrio (1996–2023). Arcebispo emérito.
80. Francisco José Prieto Fernández (2023-). Atualmente no cargo.

## Fonte
- Web oficial da Arquidiocese
- «GCatholic» (em inglês)
- «Catholic Hierarchy» (em inglês)